# Nyakato
Nyakato ligger i norra Tanzania och är den näst största orten i Mwanzaregionen. Den är belägen strax öster om staden Mwanza och ingår i dess storstadsområde. Orten består av en shehia med samma namn och invånarantalet uppgick till 82 080 invånare vid folkräkningen 2002, på en yta av 27,42 km². Nyakato är vidare indelad i sammanlagt 35 by- eller vägområden. 